# Giochi in famiglia
Giochi in famiglia era un programma televisivo a quiz condotto da Mike Bongiorno. Andò in onda nella stagione 1966-1967 nella serata di venerdì sul secondo programma. Rispetto ai quiz precedenti come Lascia o raddoppia? e La fiera dei sogni, questo programma non prevedeva la partecipazione di singoli concorrenti, ma di due nuclei familiari. La famiglia che vinceva in ciascuna puntata della trasmissione si aggiudicava un premio in gettoni d'oro e ritornava la settimana seguente per difendere il titolo di campione. Il meccanismo del gioco prevedeva all'ultima puntata una finalissima, in cui veniva messa in palio una villetta. Il programma andò in onda per una sola stagione.